# Andrei Dan
Andrei Claudiu Dan (Timișoara, 27 settembre 1989) è un giocatore di calcio a 5 ed ex calciatore romeno.

## Carriera

### Calcio
Entrato nel settore giovanile del Cittadella a 12 anni, si trasferisce in seguito a quello del Vicenza con cui esordisce in Serie B subentrando a Schwoch. Rimasto svincolato, nella stagione 2008-09 si accorda con la Vigontina in Eccellenza, ma l'esperienza si rivela ben presto negativa tanto da convincere il giocatore a smettere di giocare.

### Calcio a 5

#### Club
Approda al calcio a 5 due anni più tardi, giocando con l'Atletico Arzignano con cui segna 35 gol nel campionato di Serie C1 del Veneto. La stagione successiva viene acquistato dal Pordenone, con la cui maglia mette a segno 20 gol in Serie B. La prolificità del pivot romeno viene notata dalla dirigenza del Venezia che lo acquista nell'estate del 2012 per rafforzare il proprio organico in previsione dell'esordio in Serie A. Nonostante la stagione dei lagunari si concluda con la retrocessione, Dan risulta una delle note più positive, mettendo a segno 10 gol in 19 apparizioni. La stagione seguente, dopo un lungo corteggiamento da parte del Real Rieti, si trasferisce alla Marca Futsal, con cui esordisce in Coppa UEFA. L'esperienza nella squadra campione d'Italia dura appena qualche mese, perché nel dicembre 2014 la dirigenza è costretta a ridimensionare il proprio progetto, cedendo l'intera prima squadra. Dan si trasferisce quindi al Balzan, con cui vince il campionato maltese. Dopo aver giocato i preliminari della UEFA Futsal Cup, nel settembre 2014 si concretizza quanto ipotizzato l'anno precedente: Dan fa ritorno in Italia, accasandosi al Real Rieti.

#### Nazionale
Ha debuttato con la nazionale rumena il 9 novembre 2010 nell'incontro amichevole vinto per 5-0 contro la Macedonia del Nord. Due anni più tardi ha fatto parte della spedizione romena che ha partecipato e vinto il torneo Quattro Nazioni di Hangzhou.

## Palmarès
- Campionato maltese: 1

Balzan: 2013-2014